# 何比干
何比干，字少卿，汝陰（今安徽阜陽）人，漢代法律學家。曾擔任汝陰縣令、丹陽都尉，於漢武帝時期擔任廷尉正。

## 生平
何比干出身在官宦之家，幼年時期，喜好讀書又聰明且有智慧，曾向晁錯學習《尚書》。他通曉很多經書，修養自己的行為舉止，又對法律很有研究。主張法治，但不濫用刑罰杖責。審判案件時，着重證據和調查研究，經他審判的案件，公正無冤屈，史稱“獄無冤囚”。
何比干與廷尉張湯在同一個部門工作。張湯是史上很有名的酷吏，審判獄訟案件主張嚴刑峻法，何比干主張仁恕。因在工作中有不同見解，何比干與張湯曾多次在審判中發生爭執，不久後何比干被外放，擔任丹陽都尉。
何比干五十八歲時，生病去世。有六個兒子，其中一子何秦，為蜀郡太守。何比干在在西漢宣帝，本始元年（公元前七十三年），從汝陰遷居平陵。

## 家庭
祖父何成，曾任漢國 (今山東省即墨市) 的丞相，死後追贈為安都侯。父親何果，為漢太中大夫。
何比干有六子，其中一子何秦，為蜀郡太守。每一代的子孫後裔都能在朝為官，列入正史的就只有何敞等人。

## 軼事
何比干五十八歲時，已經有六個兒子，對此事有個傳說。
在漢朝徵和三年三月，有一天何比干正在家中，外面正下著大雨。中午時刻，打了一個盹，忽然作了一個夢，夢見貴客來了，滿門庭都是車馬，熱鬧非凡。
何比干醒後，把這個夢境告訴了妻子。話還未說完，就見門口外有位老婦人，看上去有八十多歲，滿頭長著白髮，請求進屋躲避大雨，何比干便讓老婦人進門歇著。何比干看見外邊雨下得很大，可老婦人衣服卻都沒濕。後來雨停了，何比干恭敬地把老婦人送到門口，老婦人這時才對比干說：「你積了陰德了，今天上天就要降福給你，讓你的子孫後代繁榮昌盛，光宗耀祖。」說著便從懷中取出符策交給比干，符策看上去像竹簡一樣，長度約九寸，共九百九十枚。老婦人說道：「你的子孫中將來當官的人數，就像符策的數目一樣多。」
這位老婦人其實就是一位修煉得道之仙人，又多虧了何比干能讓老婦人進屋避雨，否則哪能有福報於後世子孫呢？人若能善待修煉得道之仙人，必有後福，福及自身，福益親人後代。
此後三年，何比干又生了三個兒子。西漢宣帝本始元年（公元前七十三年），從汝陰遷居平陵（今陝西省咸陽市秦都區平陵鄉）。

## 評價
何比干為人寬厚仁慈，相信「公門之中好修行」，執法公正，得到人民的愛戴，淮汝一帶的老百姓都稱他為“何公”。